# جغرافیای زمان

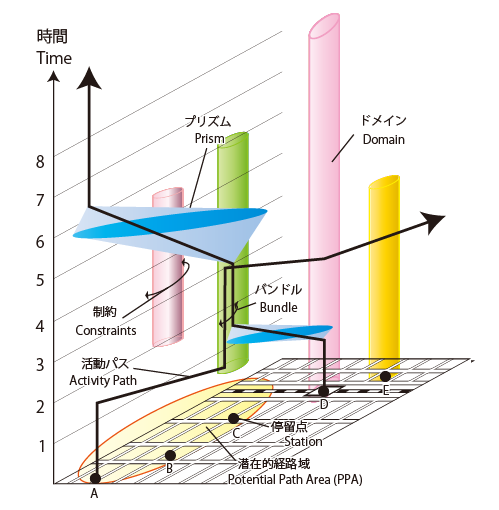
نمونه‌هایی از زبان دیداری در جغرافیای زمان

جغرافیای زمان یا جغرافیای زمان-فضا یک دیدگاه ترارشته‌ای در حال تحول در فرایندها و رویدادهای فضایی و زمانی مانند تعامل اجتماعی، برهم‌کنش زیستی، تغییرات اجتماعی و محیطی و زندگی‌نامه افراد است. جغرافیای زمان «فی نفسه یک حوزه موضوعی نیست»، بلکه یک چارچوب هستی‌شناختی یکپارچه و زبان دیداری است که در آن فضا و زمان ابعاد اساسی تحلیل فرایندهای پویا هستند. جغرافیای زمانی در ابتدا توسط جغرافیدانان انسانی توسعه داده شد، اما امروزه در زمینه‌های متعدد مرتبط با ترابری، برنامه‌ریزی منطقه ای، جغرافیا، انسان‌شناسی، تحقیقات استفاده از زمان، بوم‌شناسی، علوم محیطی و بهداشت عمومی کاربرد دارد. به گفته بو لنتورپ جغرافیدان سوئدی: «جغرافیای زمان یک رویکرد اساسی است و هر محققی می‌تواند آن را به روش خود به ملاحظات نظری مرتبط کند.»

## تاریخچه
جغرافیدان سوئدی، تورستن هاگرستراند، جغرافیای زمان را در اواسط دهه ۱۹۶۰ میلادی و بر اساس ایده‌هایی که در طول تحقیقات تجربی قبلی خود در مورد الگوهای مهاجرت انسان در سوئد ایجاد کرده بود، شکل داد. او با استفاده از «رویکرد فیزیکی شامل مطالعه چگونگی رخ دادن رویدادها در چارچوب زمانی-مکانی» به دنبال «راهی برای یافتن عملکرد مکانیسم‌های اجتماعی-محیطی بزرگ» بود. هاگرستراند تا حدی از پیشرفت‌های مفهومی در فیزیک فضا-زمان و از فلسفه فیزیکالیسم الهام گرفته بود.